# 駒沢オリンピック公園総合運動場第一球技場
駒沢オリンピック公園総合運動場第一球技場は東京都世田谷区の駒沢オリンピック公園内にあるスポーツ施設。

## 概要
1964年のオリンピック東京大会ではホッケー競技のメイン会場として使用され、平成26年度～平成28年度に改築工事が行われた。ショートパイルの砂入り人工芝（全天候型）でホッケー、フットサル、ラクロスなどの屋外スポーツ大会や運動会などのレクリエーションで利用することが可能。

## 施設
- 貴賓室

大会などを行う際に、来賓・役員・主催者などの控室として利用できる。
- 控室

大会などの際に、主催者・役員控室などとして利用できる。
- 更衣室

室内にはシャワールームもある。
- スタンド席

東側に固定タイプの観客席が1020席あり、西側に芝生席がある。